# 老津村
老津村（おいつむら）は、愛知県渥美郡にあった村である。現在の豊橋市西部に該当する。
渥美半島の村であり、三河湾に面する。
江戸時代までのこの地域の名は「大津」であったが、明治時代に「老津」に改称している。紫式部の和歌「老津島 島守る神や 諫むらん 波もさはがめ 童べの浦」にちなむ。

## 沿革
- 江戸時代末期、この地域は三河吉田藩領、寺社領などであった。
- 1878年（明治11年） - 北大津村、南大津村、森崎新田が合併し、老津村となる。
- 1889年（明治22年）10月1日 - 町村制施行に伴い、老津村が発足。
- 1955年（昭和30年）3月1日 - 豊橋市に編入される。

## 交通機関
- 豊橋鉄道渥美線
  - 老津駅

## 学校
- 老津村立老津小学校（現・豊橋市立老津小学校）
- 老津村立老津中学校（現・豊橋市立章南中学校）
- 老津村立高等家政学校（現・豊橋市立家政高等専修学校）

## 神社・仏閣
- 八所神社
- 桂昌寺
- 太平寺

## 史跡
- 大津城